# Kolbotn Fotball Kvinner
Kolbotn Fotball Kvinner – kobieca sekcja piłki nożnej norweskiego klubu sportowego Kolbotn IL, mający siedzibę w mieście Kolbotn, na południu kraju, występujący od sezonu 1995 z wyjątkiem 2023 w rozgrywkach Toppserien. 

## Historia
Chronologia nazw:
- 1985: Kolbotn Fotball Kvinner

Kobieca drużyna piłkarska Kolbotn Fotball Kvinner została założona w Kolbotn w 1985 roku jako sekcja klubu sportowego Kolbotn IL. Klub przystąpił do mistrzostw Norwegii i początkowo występował w niższych ligach. W sezonie 1990 zespół awansował do 2. divisjon. W pierwszym sezonie na zapleczu pierwszej dywizji zajął trzecie miejsca w grupie A, jednak potem został pokonany w drugiej rundzie play-off po wygraniu 11:0 z Bækkelaget SK w pierwszej rundzie. W 1993 po zajęciu drugiego miejsca w grupie znów dotarł do baraży play-off. Dopiero w 1994 roku wygrał najpierw swoją grupę, mając 13 punktów przewagi nad drugim Bøler IF. Zespół musiał potem walczyć w kwalifikacjach i zapewnił sobie historyczny awans do 1. divisjon, dzięki zwycięstwu 5:0 nad Verdal w ostatnim meczu finałowym play-off. W debiutowym sezonie 1995 na najwyższym poziomie drużyna zajęła 6.miejsce. W 1996 roku najwyższa liga zmieniła nazwę na Eliteserien, a druga dywizja przyjęła nazwę 1. divisjon i td. W kolejnych czterech sezonach zespół zatrzymywał się tuż za podium na czwartej pozycji. Dopiero w 2000 zajął trzecie miejsce. W następnym sezonie 2001 drużyna została wicemistrzem kraju, a w 2002 zdobył mistrzostwo Norwegii. Dzięki mistrzostwu drużyna wzięła udział w Pucharze UEFA Kobiet sezonu 2003/04. W 2005 i 2006 klub dwukrotnie z rzędu wygrywał mistrzostwo, a w 2007 puchar swego kraju. W sezonie 2022 zespół spadł do 1. divisjon. W następnym 2023 wygrał dywizję, wracając do Toppserien.

## Barwy klubowe, strój, herb, hymn
|  |  |

Klub ma barwy niebiesko-białe. Piłkarki domowe spotkania zazwyczaj grają w białych koszulkach, niebieskich spodenkach oraz białych getrach.

## Sukcesy

### Trofea międzynarodowe
| \| \| Zdobyte trofea w rozgrywkach międzynarodowych (stan na: 31-05-2023) \| |                                                                     |      |          |
| Rozgrywki                                                                    | Osiągnięcie                                                         | Razy | Sezon(y) |
| Liga Mistrzyń UEFA                                                           | zdobywca                                                            | 0    |          |
| Liga Mistrzyń UEFA                                                           | finalista                                                           | 0    |          |
| Liga Mistrzyń UEFA                                                           | półfinalista                                                        | 1    | 2006/07  |
| FIFA                                                                         | Zdobyte trofea w rozgrywkach międzynarodowych (stan na: 31-05-2023) |      |          |

### Trofea krajowe
| \| \| Zdobyte trofea w rozgrywkach Norwegii (stan na: 31-12-2023) \| |                                                             |      |                        |
| Rozgrywki                                                            | Osiągnięcie                                                 | Razy | Sezon(y)               |
| Mistrzostwo                                                          | I miejsce                                                   | 3    | 2002, 2005, 2006       |
| Mistrzostwo                                                          | II miejsce                                                  | 3    | 2001, 2003, 2007       |
| Mistrzostwo                                                          | III miejsce                                                 | 4    | 2000, 2009, 2010, 2011 |
| Puchar                                                               | zdobywca                                                    | 1    | 2007                   |
| Puchar                                                               | finalista                                                   | 2    | 1998, 2003             |
| II liga                                                              | I miejsce                                                   | 2    | 1994 (gr.2), 2023      |
| II liga                                                              | II miejsce                                                  | 1    | 1993 (gr.1)            |
| II liga                                                              | III miejsce                                                 | 1    | 1991 (gr.1)            |
| Norwegia                                                             | Zdobyte trofea w rozgrywkach Norwegii (stan na: 31-12-2023) |      |                        |

- 2. divisjon (III poziom):
  - mistrz (1): 1990 (gr.1)

## Poszczególne sezony

### Rozgrywki międzynarodowe

#### Europejskie puchary
Klub 3 razy uczestniczył w rozgrywkach europejskich.

### Rozgrywki krajowe
| \| Norwegia \| Bilans występów klubu w rozgrywkach piłkarskich Norwegii (Stan na 31 grudnia 2023 r.) \| \| |                                                                                       |        |       |   |   |   |    |    |     |                    |        |        |      |
| Poziom | Rozgrywki                                                                             | Sezony | Mecze | Z | R | P | B+ | B– | Pkt | Lata               | Awanse | Spadki | Naj. |
| I | 1. divisjon / Eliteserien / Toppserien                                                | 28     |       |   |   |   |    |    |     | 1995–2022, od 2024 | 0      | 1      | 1    |
| II | 2. divisjon / 1. divisjon                                                             | 5      |       |   |   |   |    |    |     | 1991–1994, 2023    | 2      | 0      | 1    |
| III | 3. divisjon / 2. divisjon                                                             | 1+     |       |   |   |   |    |    |     | 198?–1990          | 1      | 0      | 1    |
| | Puchar Norwegii                                                                       | 33     |       |   |   |   |    |    |     | od 1991            | 0      | 0      | 1    |
| Norwegia                                                                                                   | Bilans występów klubu w rozgrywkach piłkarskich Norwegii (Stan na 31 grudnia 2023 r.) |        |       |   |   |   |    |    |     |                    |        |        |      |

## Piłkarki, trenerzy, prezydenci i właściciele klubu

### Piłkarki

#### Aktualny skład zespołu
Stan na 21.05.2024:
| Nr | Poz. | Piłkarz                   |
| -- | ---- | ------------------------- |
| 4  | OB   | Christina Osnes-Ringen    |
| 5  | OB   | Susanne Haaland (captain) |
| 6  | PO   | Carina Alfredsen          |
| 7  | NA   | Johanne Fridlund          |
| 9  | NA   | Celine Larsen             |
| 10 | NA   | Andrea Wilmann            |
| 11 | OB   | Lea Ellingsen             |
| 12 | OB   | Joanna Bækkelund          |
| 13 | OB   | Mille Helland Flø         |
| 14 | PO   | Aida Berg                 |
| 17 | NA   | Thea Mikkelsen            |
| 18 | NA   | Amalie Lia                |
| 19 | OB   | Anna Bure Pettersen       |

| Nr | Poz. | Piłkarz                 |
| -- | ---- | ----------------------- |
| 20 | PO   | Liliana Malloul         |
| 21 | PO   | Guro Møller             |
| 22 | PO   | Eline Hegg              |
| 23 | OB   | Malin Josefine Rugaas   |
| 24 | OB   | Josefine Lefdal         |
| 25 | BR   | Selma Panengstuen       |
| 26 | OB   | Malin Stranne Rønningen |
| 27 | OB   | Ingrid Haugen           |
| 28 | OB   | Ebba Niss               |
| 30 | BR   | Tyra Bengtsson-Stenseth |
| 31 | PO   | Nadia Tahirukaj         |
| 34 | PO   | Tuva Henriksen          |
| 35 | NA   | Marie Moen Preus        |

### Trenerzy
...
- 1991–1996:  Rune Titlestad
- 1997:  Terje Gulbrandsen
- 1998:  Knut Tørum
- 1999–2001:  Inge Thulin
- 2002–2003:  Peer Danefeld
- 01.2004–07.2004:  Pia Sundhage
- 07.2004–12.2004:  Erik Foss
- 2005–2006:  Aksel Bergo
- 2007–2008:  Trine Lise Andersen
- 2009–2011:  Dan Eggen
- 2012:  Kjell Sverre Hansen Wold
- 2013–2015:  David Brocken
- 2016–06.2017:  Cecilie Berg-Hansen
- 07.2017–2019:  Knut Slatleim
- 2020–10.2022:  Aleksander Olsen
- 10.2022–05.12.2023:  Tresor Egholm
- od 05.12.2023:  Luke Torjussen

## Struktura klubu

### Stadion
Drużyna rozgrywa swoje mecze domowe w Sofiemyr na stadionie Sofiemyr stadion, który może pomieścić 400 widzów.

## Kibice i rywalizacja z innymi klubami

### Derby
- Asker
- LSK Kvinner
- Røa
- Stabæk
- Vålerenga